# Игнатьев, Вячеслав Анатольевич
Вячесла́в Анато́льевич Игна́тьев (род. 28 марта 1954, Ленинград) — доктор медицинских наук, профессор, член Российской академии естественных наук (РАЕН), специалист в области заболеваний дыхательной системы, автор запатентованной программы интенсивной коррекции веса и фигуры.

## Образование и начало трудовой карьеры
Вячеслав Игнатьев — представитель медицинской династии, его отец и оба деда также были врачами. В 1976 году Вячеслав окончил Первый медицинский институт Ленинграда по специальности «лечебное дело». Среди его учителей в тот период были Г. Б. Федосеев и Н. В. Путов. В 1982 году Игнатьев защитил кандидатскую диссертацию, а спустя десять лет — докторскую. Его научным руководителем был профессор А. Н. Кокосов, специалист в области кардиологии, пульмонологии и разгрузочно-диетической терапии; Игнатьев также проходил стажировку за рубежом, в том числе в германском реабилитационном центре «Инсула», занимающемся проблемами ожирения.

## Исследовательская работа
В процессе работы с А. Н. Кокосовым интерес Игнатьева привлекли вопросы, связанные с метаболическим синдромом. В середине 1980-х годов Игнатьев приходит к идее о том, что индивидуальные различия в эволюции весовых состояний человека должны иметь генетические корни. Дальнейшая научная работа Игнатьева сопряжена с синтезом методов доказательной медицины и подхода к нарушениям здоровья человека с точки зрения роли в них метаболического синдрома.
Основной областью исследований Вячеслава Игнатьева на протяжении его научной карьеры оставались хроническая обструктивная болезнь лёгких (ХОБЛ) и причины аллергических заболеваний. Игнатьев — один из авторов гипотезы о ХОБЛ как о комплексном явлении, в котором сочетаются многочисленные физиологические и соматические дисфункции. Он входит в число первых врачей в России, обосновавших с позиций доказательной медицины возможность лечения астмы и одышки с помощью антиоксидантов и антигипоксантов. Он стоит у истоков программ диагностики работоспособности больных респираторными заболеваниями и предупреждения аллергических расстройств в условиях больших городов. В частности, он предложил комплекс мер по снижению аллергенности промышленных упаковок пищевой продукции. С 2008 года Игнатьев сотрудничает с доктором экономических наук А. Л. Загорским, специалистом в области промышленной упаковки.
Игнатьевым и его последователями предложены методы улучшения эффективности индивидуальных программ контроля за массой тела. В сферу его научных интересов входит так называемое воспроизводство избыточного веса, его теория связывает избыточный вес и ожирение одновременно с метаболическим синдромом и гипоксией. В своих исследованиях он рассматривает специфику быта жителей больших городов как один из факторов, связанных с проблемой избыточного веса. В сотрудничестве с А. Л. Загорским Игнатьев выдвинул гипотезу эскалационного кластерного характера индивидуального распределения бесстрессовых весовых состояний организма человека. На основе этой теории с 2009 года начата программа исследований и разработки новых действенных методик индивидуального регулирования веса в условиях больших городов.
В 2004 году профессор Игнатьев был избран действительным членом Российской академии естественных наук (РАЕН). Он занимает должность заместителя директора НИИ пульмонологии СПбГМУ по лечебной работе и возглавляет лабораторию хронической обструктивной патологии лёгких. Он также входит в редакционную коллегию профильного журнала «Пульмонология».

## Педагогическая деятельность
Вячеслав Игнатьев постоянно преподаёт в СПбГУ им. И. П. Павлова, в последние годы он является профессором кафедры клинической пульмонологии. За время преподавательской работы Игнатьев подготовил несколько сотен врачей.

## Врачебная практика
В 2010 году основан сетевой консультационный центр профессора Игнатьева, размещённый на портале «ПокориВес». Консультации центра основаны на методиках Игнатьева и Загорского по индивидуальному контролю за массой тела у жителей больших городов.
В 2015 году профессор Игнатьев стал одним из основателей и научным руководителем центра «Весология», а также научным руководителем бесплатного журнала о похудении «In-Form».

## Публикации
Вячеслав Игнатьев является единственным автором или соавтором более чем двухсот научных работ, в том числе нескольких учебных пособий и руководств, десяти монографий, свыше 50 научных статей, опубликованных в ведущих профильных журналах в России и за рубежом. Он также является автором или соавтором многочисленных научно-популярных публикаций. Игнатьеву принадлежит ряд патентов и авторских свидетельств на лечебные технологии и методы профилактики. Игнатьев регулярно участвует в российских и международных медицинских конференциях, в частности, в конгрессах Европейского респираторного общества, членом которого он является с 2006 года.

### Монографии
- Геронтологические аспекты клинической пульмонологии. Сборник научных трудов / Под ред. А. Н. Кокосова и В. А. Игнатьева. — Л., 1990. — 173 с.
- Болезни органов дыхания в С-Петербурге. СПб, 2003. 70 с
- Илькович, М. М., Мусийчук, Ю. И., Игнатьев, В. А., Шкляревич, Н. А. Болезни органов дыхания и пульмонологическая служба в Санкт-Петербурге. — СПб.: СПбГМУ, 2004. — 60 с.
- Дыхательная недостаточность и хроническая обструктивная болезнь легких / Под ред. В. А. Игнатьева и А. Н. Кокосова. — СПб.: Мед Масс Медиа, 2006. — 248 с.
- Астма. Новое о старой болезни. — М.: АСТ, 2006. — 288 с. — (Здоровье — это просто!). — 5000 экз. — ISBN 5-17-037334-1.
- ХОБЛ. Бронхит и эмфизема. — М. - СПб.: АСТ-Астрель, 2006. — 285 с. — (Здоровье — это просто!). — 5000 экз. — ISBN 5-17-037811-4.
- Аллергия. Вопросы и ответы. — М. - СПб.: АСТ-Астрель, 2007. — 192 с. — (Советы опытного врача). — 5000 экз. — ISBN 978-5-17-047501-8.
- Игнатьев, В. А., Айсанов, З. Р., Авдеев, С. Н. Пульмонология. — ГЭОТАР-Медиа, 2009. — 336 с. — (Клинические рекомендации). — 2000 экз. — ISBN 978-5-9704-0752-3.

### Пособия для врачей
- Игнатьев В. А. и др. Дыхательный вибромассажер «Альдомед». СПб, 2003. 11 с
- Игнатьев, В. А., Титова, О. Н. Острый бронхит с позиции доказательной медицины. СПб.: Мед Масс Медиа, 2005. 40 с
- Игнатьев, В. А., Титова, О. Н. Одышка с позиции доказательной медицины. СПб.: Мед Масс Медиа, 2005. 48 с
- Игнатьев, В. А., Чёрный, С. М. и др. Острая дыхательная недостаточность у больных хронической обструктивной болезнью легких. СПб.: Мед Масс Медиа, 2005. 56 с
- Игнатьев, В. А., Петрова, И. В. Астма у беременных с позиции доказательной медицины. СПб, 2007. 48 с
- Игнатьев, В. А., Петрова, И. В. Неотложная помощь при обострении бронхиальной астмы. СПб, 2008. 27 с

### Методические рекомендации
- Игнатьев В.А (совм. с Илькович М.М.), Принципы организации пульмошколы для больных хроническими заболеваниями легких в поликлинике. СПб, 2003
- Игнатьев В.А. (совм.с Илькович М.М.) Лечебно-диагностический комплекс как форма взаимодействия федеральных научно-исследовательских учреждений с муниципальными органами здравоохранения. СПб, 2003

### Авторские свидетельства и патенты[2]
- Игнатьев В. А. Газогенератор кислорода. Патент № 2013116 от 20.05.1991
- Игнатьев В. А. Портативный дыхательный аппарат. Авторское свидетельство АС № 1664330 от 22.03.1991
- Игнатьев В. А. и др. Способ лечения хронических обструктивных заболеваний легких. Авторское свидетельство АС № 1803107 от 09.10.1992
- Игнатьев В. А. и др. Способ лечения хронических неспецифических заболеваний легких. Патент № 2043765 от 20.09.1995
- Игнатьев В. А., Дидур М. Д., Титова О. Н. Комплекс диагностики работоспособности пульмонологических больных. Свидетельство на полезную модель № 66930 от 10.10.2007.
- Игнатьев В. А. Свидетельство на полезную модель № 19737 — Лечебно-диагностическая система
- Игнатьев В. А. Свидетельство на полезную модель № 16564 — Лечебно-диагностический комплекс с дневным стационаром
- Игнатьев В. А. Способ проф. Игнатьева снижения массы тела человека. Патент № 2464986 от 09.11.2011.

### Список популярных книг
- Мини-книга «Стратегия управления своим весом». — 32 с.
- Серия дневников питания «Органайзер стройности».
- Мини-книга «Худеем по науке». — 22 с.

### Диагностические тесты
- Онлайн-тест на правильность питания
- Онлайн-тест на РПП (расстройства пищевого поведения: булимию, психогенное переедание).